# Kingdom Two Crowns
Kingdom Two Crowns es un videojuego de estrategia de 2018 desarrollado por Thomas van den Berg y Coatsink y publicado por Raw Fury. 
Es la tercera entrada de la serie Kingdom. Los jugadores controlan a un monarca montado mientras intentan defender su reino de una raza de monstruos llamada la Avaricia. El monarca puede reclutar aldeanos para realizar ciertos trabajos mientras construye defensas como torres y muros para defenderse de las oleadas de Greed que atacan el reino por la noche. El videojuego presenta modos para un jugador y multijugador cooperativo, con juego cooperativo que permite que dos monarcas se unan a través de una pantalla dividida.
Los desarrolladores diseñaron originalmente Kingdom Two Crowns como un paquete de expansión para Kingdom: New Lands (2016). A medida que la expansión creció, decidieron lanzarla como un juego separado. 
El creador de la serie, van den Berg, quería desarrollar una nueva experiencia centrada en la defensa de estructuras. Los desarrolladores optaron por reducir la dificultad de la mecánica roguelike de los juegos anteriores y utilizaron un estilo pixel art para reducir el tiempo entre el dibujo y la implementación de nuevos diseños en el juego.
El videojuego se lanzó para Windows, macOS, PlayStation 4, Nintendo Switch y Xbox One el 11 de diciembre de 2018, y para iOS y Android el 28 de abril de 2020. Recibió críticas positivas, ganó elogios por su jugabilidad estratégica, arte y juego cooperativo, aunque se criticó el ritmo del juego. El juego atrajo a más de 300.000 jugadores a los seis meses de su lanzamiento y contó con el respaldo de Raw Fury con varias actualizaciones y contenido descargable.

## Cómo se juega

Dos monarcas en modo multijugador en pantalla dividida, uno (arriba) explorando y el otro (abajo) dentro del reino.

Kingdom Two Crowns es un juego de estrategia y gestión de recursos en 2D [lower-alpha 1] presentado desde una perspectiva de desplazamiento lateral. Los jugadores controlan a un monarca montado que debe construir su reino y defenderlo de la avaricia, una raza de monstruos. El juego se desarrolla a lo largo de un ciclo de día y noche, el monarca explora y construye durante el día y lucha contra la avaricia por la noche.
La expansión se facilita gastando monedas de oro, que el monarca recoge y guarda dentro de una bolsa. Los campamentos donde el monarca puede gastar monedas para contratar nuevos súbditos se encuentran afuera del reino. Una vez reclutados, los aldeanos permanecen inactivos hasta que el monarca les compra equipamiento, lo que los lleva a realizar un trabajo específico. Las contrataciones típicas incluyen constructores que limpian la zona y construyen defensas, granjeros que cultivan para obtener oro y arqueros que cazan animales para obtener monedas y atacan a los enemigos.
El reino está ubicado en el centro del nivel generado procedimentalmente, y por la noche, Greed lo ataca desde la izquierda y la derecha. Los monarcas no tienen medios de autodefensa, pero pueden gastar monedas para construir muros, construir torres y contratar arqueros para contener las crecientes oleadas de enemigos. Si los aldeanos no están protegidos por muros, la Avaricia puede robar sus monedas y equipo, y deberán ser reclutados nuevamente.
Además, Greed puede quitarle monedas al monarca, y si al jugador no le quedan monedas, Greed puede robar la corona del monarca, provocando que el juego termine. A diferencia de los juegos anteriores Kingdom, el reino no se destruye si se pierde la corona. En cambio, el jugador continúa como un nuevo monarca llamado el "heredero", que hereda una versión parcialmente destruida del reino anterior del jugador.
A medida que el monarca explora, puede encontrar portales que generan Greed y cofres del tesoro que contienen monedas o gemas. El jugador usa gemas para comprar mejoras para el reino, como monturas en las que puede montar el monarca, ermitaños que pueden ser contratados para construir nuevos edificios o estatuas que brindan beneficios a los súbditos.
Cada nivel tiene un naufragio que el monarca puede reparar, lo que permite el paso entre cinco niveles de islas. A medida que el monarca expande su reino por las islas, podrán descubrir y desbloquear nuevas tecnologías que permitan la construcción de mejores defensas y edificios. 
Eventualmente, las mejoras tecnológicas permiten al monarca crear una bomba para destruir la fuente de Greed, un portal ubicado al final de cada nivel. El monarca debe reunir un ejército para atacar y destruir el portal; su objetivo es el exterminio de la codicia en todas las cinco islas.
El juego de video se puede jugar en modo para un jugador, o mediante el modo multijugador cooperativo (co-op), en el que dos monarcas pueden unirse a través de una pantalla dividida. En el modo cooperativo, ambos jugadores actúan de forma independiente y pueden compartir sus monedas lanzándoselas entre sí. Si un jugador pierde la corona de su monarca, pierde la capacidad de construir, pero puede continuar recolectando monedas para el otro jugador. El juego sólo termina si ambos jugadores pierden sus coronas.

## Desarrollo
Kingdom Two Crowns fue desarrollado por el creador de la franquicia Kingdom, Thomas "Noio" van den Berg, y el estudio de juegos británico Coatsink. Originalmente, el juego estaba pensado para ser un paquete de expansión para Kingdom: New Lands (2016), una versión actualizada del videojuego Kingdom de 2015. 
A medida que la expansión creció y experimentó retrasos, los diseñadores optaron por desarrollarla como un juego nuevo. A diferencia de los otros juegos de Kingdom, Two Crowns fue diseñado principalmente por el cofundador de Raw Fury, Gordon Van Dyke, con van den Berg actuando como director creativo.
Ambos desarrolladores querían crear una nueva experiencia centrada en defender estructuras en lugar de "derrotar y escapar". Se inspiraron en la narrativa de Infinity Blade (2010) para reducir la dificultad del diseño roguelike del Kingdom's original. Como resultado, los desarrolladores permitieron al jugador conservar la mayoría de sus edificios después de perder su corona, creyendo que eso los animaría a seguir jugando.
Van Dyke describió el arte del juego como "una estética moderna del pixel art. Inspirada en los videojuegos retro, pero sin las limitaciones de esa época". A Van den Berg le gustó el estilo por su impresionismo y lo eligió porque podía producirse rápidamente, a pesar de tener algunos problemas para diseñar las fuentes y rotar las imágenes.
El diseño de niveles fue particularmente difícil, ya que van den Berg descubrió que el diseño "unidimensional" limitaba la estrategia del jugador. Aunque anteriormente se oponía a agregar una nueva moneda, el resto del equipo convenció a van den Berg de que agregara gemas, sin complicar la jugabilidad existente.
En 2019, van den Berg vendió los derechos de la franquicia Kingdom a Raw Fury por una tarifa no revelada. Había estado transfiriendo el control de la serie a Raw Fury a lo largo de tres años y decidió comenzar a trabajar en otros proyectos. Van Dyke se convirtió en el nuevo director de la franquicia, después de trabajar como diseñador en los juegos anteriores. 
Para entonces, la serie había vendido más de cuatro millones de copias y el juego había ganado más de 300.000 jugadores en los seis meses posteriores al lanzamiento. Raw Fury creó un "plan de programación" de la franquicia para las próximas expansiones y juegos. El estudio dijo en 2020 que apoyar a Two Crowns era una de sus principales prioridades y que le proporcionarían más actualizaciones de contenido.

## Comercialización y lanzamiento
Kingdom Two Crowns fue revelado en PAX West en 2017, donde los desarrolladores demostraron el nuevo modo multijugador. Raw Fury mostró una demo en la Game Developers Conference en marzo de 2018, y anunció la fecha de lanzamiento en noviembre junto con contenido descargable gratuito (DLC) llamado Kingdom Two Crowns: Shogun.
Los desarrolladores dijeron que Shogun era el primero de varios "ajustes de campaña ", que contendrían nuevos entornos, estrategias y personajes. La ambientación del DLC tenía una temática japonesa y permitía a los jugadores reclutar nuevas unidades, como ninjas. El videojuego se lanzó junto con el DLC Shogun el 11 de diciembre de 2018 para Windows, macOS, PlayStation 4, Nintendo Switch y Xbox One.
El 2 de septiembre de 2019 se lanzó una actualización que introduce las "Islas Desafío", agregando tres nuevas islas y una montura. Las versiones para iOS y Android se lanzaron el 28 de abril de 2020 junto con otra configuración gratuita, Kingdom: Dead Lands. La actualización incluyó un crossover con el juego Metroidvania de 2019 bloodstained: Ritual of the Night, lo que permite a los jugadores cambiar entre cuatro monarcas con temática de Bloodstained que poseen sus propias habilidades únicas. El escenario fue concebido después de que los desarrolladores conocieron al editor Bloodstained , 505 Games, en una convención de juegos independientes, y se inspiraron para crear una campaña similar en diseño a un evento de Halloween que ocurría anualmente en Kingdom: New Lands.
El 20 de abril de 2021 se lanzó otra actualización gratuita denominada "Never Alone", que introduce el modo cooperativo en las Islas desafío y agrega una nueva isla llamada "Rutas comerciales". El DLC  de pago, Kingdom Two Crowns: Norse Lands, desarrollado por Raw Fury y Gordon Van Dyke, [lower-alpha 2] se lanzó el 16 de noviembre junto con un parche gratuito. El DLC agregó una nueva campaña, un tipo de Avaricia y monturas y trabajos con temas nórdicos. La banda sonora de Norse Lands fue compuesta por el grupo noruego de pop alternativo Kalandra, cuyos compositores se basaron en gran medida en influencias escandinavas y celtas y utilizaron instrumentos como la zanfona y la moraharpa. El 23 de enero de 2023 se introdujo un nuevo modo de juego, "Islas Perdidas". El modo permite a los jugadores generar procedimentalmente una isla de desafío aleatoria a diario y les da un límite de tiempo de 72 horas para completarla.

## Recepción
Según el sitio web de reseñas agregadas Metacritic, la versión Switch del juego recibió "críticas generalmente favorables".  Los críticos elogiaron frecuentemente los elementos estratégicos del juego. Nintendo World Report calificó el juego como una digna secuela de Kingdom y lo recomendó a los fanáticos del género de estrategia; Push Square y Pocket Tactics describieron su mecánica como simple y bien diseñada. GameStar elogió el minimalismo en la forma en que se controlaba al monarca y consideró que sus elementos estratégicos eran "asombrosamente complejos". Otros críticos consideraron que el juego era sustancialmente similar a Kingdom: New Lands, pero dijeron que en general era mejor en comparación.
Los críticos elogiaron la introducción del modo cooperativo, sintiendo que facilitó el juego. Nintendo Life consideró que el modo cooperativo era una adición útil, pero dijo que los jugadores podrían sentirse que estaban jugando en el sistema después de tener un peor desempeño por su cuenta. Nintendo World Report señaló que agregar un segundo monarca permitió a los jugadores dividir su atención entre varias áreas, calificándolo de una mejora poderosa y creativa. GameRevolution dijo que el modo cooperativo animaba a los jugadores a ganar de forma "explotadora" y socavaba la atmósfera del juego original al obligar al jugador a adoptar un enfoque demasiado estratégico. El crítico sintió que permitir que los monarcas compartieran tareas eliminaba el estrés del juego, que en su opinión era fundamental para el atractivo de la franquicia.
Críticos como Push Square y Nintendo Life dijeron que el ritmo era tranquilo y no atraería a todo mundo. Kotaku sintió que el ritmo lento se adaptaba al mundo del juego, pero podría resultar frustrante cuando un jugador tiene que reconstruirse después de un retraso. Otros comentaristas encontraron molesto la falta de control directo sobre los aldeanos, aunque Pocket Tactics dijo que esto no restó valor a la experiencia. Los periodistas destacaron con frecuencia el estilo artístico y los temas ' Two Crown. Nintendo World Report y Nintendo Life destacaron el pixel art como cautivador, Nintendo Life también destacó cómo el escenario cambiaba del día a la noche, diciendo que conquistaría a los jugadores con su tranquilidad. De manera similar, el crítico ' Pocket Tactics apreció cómo la progresión del juego le recordaba a los gobernantes medievales expandiendo sus dominios, y escribió que la combinación de estrategia simplista con una sensación estética ' Two Crowns equivalía a "un juego de gestión de reinos realmente inteligente".